# Lespesses
Lespesses település Franciaországban, Pas-de-Calais megyében. Lakosainak száma 401 fő (2022. január 1.). Lespesses Bourecq, Ecquedecques, Lières, Lillers és Saint-Hilaire-Cottes községekkel határos.

## Népesség
A település népességének változása:
| Lakosok száma | 402  | 404  | 408  | 405  | 405  | 409  | 404  | 399  | 401  |
|               | 2013 | 2015 | 2016 | 2017 | 2018 | 2019 | 2020 | 2021 | 2022 |